# 자차이

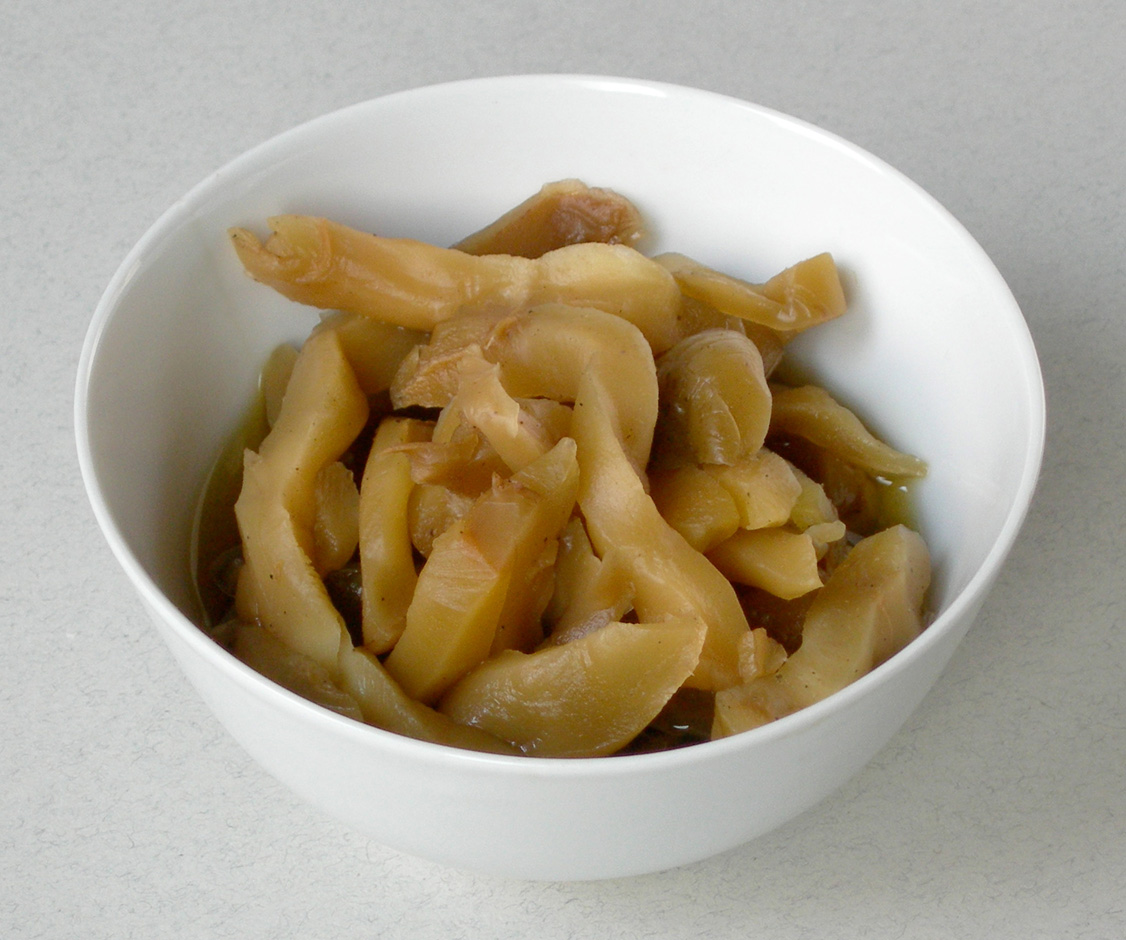
자차이

자차이(중국어: 榨菜, 병음: zhàcài)는 갓의 한종류인 자차이의 뿌리를 그늘에 말렸다가 소금에 절여 꾹 짜서 먹는 중국 쓰촨 지방의 절임 음식이다. 중국 음식점을 통해서 소개되었으며, 짜차이 또는 짜사이라고도 불린다

## 같이 보기
- 둥차이
- 셴차이
- 쏸차이
- 파오차이

## 참고
1. ↑  http://www.choolchool.com/source/sboard_content2.asp?idx=25&page=1%5B깨진+링크(과거+내용+찾기)%5D